# Cerapteryx
Cerapteryx é um gênero de traça pertencente à família Arctiidae.